# Rolf Kleinert
Rolf Kleinert (* 24. November 1911 in Dresden; † 21. Januar 1975 in Berlin) war ein deutscher Dirigent.

## Leben und Werk
Kleinert, Sohn eines Porzellanmachers, studierte von 1931 bis 1933 an der Orchesterschule der Sächsischen Staatskapelle Dresden Violine, Klavier und bei Fritz Busch Dirigieren. Weitere Lehrer waren Kurt Striegler, Hermann Kutzschbach und Johannes Schneider-Marfels. Er spielte auch Oboe und Trompete. Er arbeitete zunächst als Kapellmeister am Theater Freiberg und als musikalischer Oberleiter und Dirigent der Sinfoniekonzerte am Stadttheater Brandenburg/H. 1941 musste Kleinert seine Laufbahn unterbrechen, da er zur Wehrmacht eingezogen wurde. Er war kein Mitglied der NSDAP. Bei Kriegsende geriet er in französische Gefangenschaft. 1947–1949 leitete er das Mitteldeutsche Rundfunkorchester im Sender Leipzig. 1949–1952 übernahm er die Aufgabe des Musikdirektors am Theater Görlitz. Die DDR-Erstaufführung der polnischen Nationaloper „Halka“ wurde von ihm initiiert und aufgeführt.
1952 begann eine langjährige Zusammenarbeit mit dem Rundfunk-Sinfonieorchester Berlin. Erst als 1. Dirigent neben dem Chefdirigenten Hermann Abendroth. Nach dessen Tod 1956 leitete Kleinert das Orchester. 1959 wurde Kleinert in der DDR zum Generalmusikdirektor ernannt und übernahm als Chefdirigent das Rundfunk-Sinfonieorchester Berlin. 1960 erhielt er den Professorentitel. Durch den Bau der Berliner Mauer 1961 verlor das Orchester ein Drittel der Musiker. Das Orchester stand kurz vor der Auflösung. Kleinert und Hanns Eisler kämpften vehement für das Bestehen des Orchesters. Durch sein intensives Engagement bei der Suche nach geeigneten Musikern, gelang es, das Orchester wieder spielfähig zu machen und seinen spezifischen Klang zu erhalten. Konzertreisen mit dem Orchester führten Kleinert nach Italien, England, Westdeutschland, Sowjetunion, Polen, Bulgarien. Er wurde immer wieder vom National Orchester Chile, den Philharmonien Belgrad, Leningrad (Petersburg), Moskau, Tschechien, Riga, Budapest, Bratislava, Kairo und dem RSO Helsinki zu Gastdirigaten eingeladen. Er war kein Mitglied der SED.
Kleinert erhielt den Vaterländischen Verdienstorden und den Nationalpreis der DDR.
Seine Kinder sind die Schauspieler Volkmar Kleinert, Michael, Franziska Kleinert und die Dokumentarfilmregisseurin Angelika Andrees.
Im Jahr 1972 erkrankte Kleinert und musste das Dirigieren aufgeben. Er verstarb 1975 und wurde auf dem Striesener Friedhof in Dresden beigesetzt.
Im Deutschen Rundfunkarchiv liegen etwa 800 von ihm dirigierte Aufnahmen.

## Bedeutung
„Kleinert war ein Dirigent der ‚werktreuen‘ Schule, aus der Tradition Leibowitz, Toscanini und Scherchen kommend. Tempo, Akkuratesse, Klarheit und tänzerische Eleganz wusste er jeder Partitur zu entlocken.“ Dr. M. Meyer, in Rundfunk Sinfonieorchester 1923–1998. Eine vorzügliche Schlagtechnik, großer Klangsinn und ein absolutes Gehör waren Kleinerts wesentliche Eigenschaften.

## Auszeichnungen
Kleinert erhielt u. a. den Nationalpreis der DDR (1966, III. Klasse) und den Vaterländischen Verdienstorden.

## Diskographie (Auswahl)
- Beethoven: Konzert für Klavier und Orchester Nr. 2 B-Dur, op.19, Sol. D.Zechlin/RSOB 1965
- Beethoven: Sinfonie Nr. 7 A-Dur, op.92/RSOB 1965
- Brahms: Konzert für Violine, Violoncello und Orchester, a-Moll, op.102 Sol.Garay, Aldulescu/RSOB 1966
- Dessau: Sinfonie Nr. 2 (1943)/RSOB 1962
- Dessau: Bach-Variation/RSOB 1970
- Elgar: Enigma-Variationen op.36/RSOB 1971
- Fritz Geißler: Kammersinfonie „45“/RSOB 1968
- Gerster: Konzert für Klavier und Orchester, Sol.S, Stöckigt/RSOB 1959
- Paul Hindemith: Philharmonisches Konzert (Variationen für Orchester 1932)/RSOB 1968
- Rolf Liebermann: Concerto für Jazzband und Sinfonieorchester/RSOB u. Tanzorchester des Berliner Rundfunk 1966
- Lutoslawski: Konzert für Orchester/RSOB 1967
- Méhul: Sinfonie Nr. 1 / RSOB 1954
- Dmitri Schostakowitsch: Konzert für Klavier, Trompete und Streichorch.op.35/S.Kootz,Krug/RSOB
- Schumann: Sinfonie Nr. 3 (Rheinische) RSOB 1971
- Spies: Violinenkonzert (1953) Sol.E.Morbitzer/RSOB 1955